# Truncatellina
Truncatellina é um género de gastrópode  da família Vertiginidae.
Este género contém as seguintes espécies:
- Truncatellina arcyensis
- Truncatellina atomus
- Truncatellina callicratis
- Truncatellina claustralis
- Truncatellina costulata
- Truncatellina cylindrica